# National Premier Leagues NSW
La NPL New South Wales, nota anche come NPL NSW, è il più alto livello di calcio nello Stato del Nuovo Galles del Sud, Australia. A livello nazionale, è di un grado inferiore alla NSD e costituisce la terza serie del paese. È diretto dalla Football NSW, la federazione dello stato di appartenenza.

## Storia
Nel 2013 viene annunciata la riorganizzazione della NSW Premier League in un nuovo campionato che avrebbe fatto parte della NPL, la nuova seconda divisione australiana; la denominazione assunta è quella ancora attuale nel 2025, ovvero NPL NSW.
A partire dalla stagione 2025, dopo la creazione di una nuova seconda serie, la lega passerà al terzo livello della piramide calcistica nazionale.

## Squadre partecipanti
Stagione 2025.
- APIA Leichhardt
- Blacktown City
- C.C.M. Academy
- Manly Utd
- Marconi Stallions
- Mt. Druitt Town Rangers
- NWS Spirit
- Rockdale Ilinden
- St. George City
- St. George
- Sutherland Sharks
- Sydney FC Youth
- Sydney Olympic
- Sydney Utd 58
- Western Sydney Youth
- Wollongong Wolves

## Albo d'oro

### Vincitori della NPL NSW
- 2013 -  Bonnyrigg White Eagles
- 2014 -  Blacktown City
- 2015 -  Bonnyrigg White Eagles
- 2016 -  Blacktown City
- 2017 -  Manly Utd
- 2018 -  Sydney Olympic
- 2019 -  APIA Leichhardt
- 2020 -  Sydney Utd 58
- 2021 - Cancellata a causa della pandemia di Covid-19
- 2022 -  Blacktown City
- 2023 -  APIA Leichhardt
- 2024 -  Marconi Stallions